# Hirondelle de Pallas
Delichon lagopodum
Espèce
Statut de conservation UICN

 LC  : Préoccupation mineure
L’Hirondelle de Pallas (Delichon lagopodum) est une espèce de passereaux de la famille des Hirundinidae.

## Répartition
Cet oiseau peuple la Sibérie, la Mongolie et la Manchourie ; il hiverne en Indochine.